# Битва за Аахен

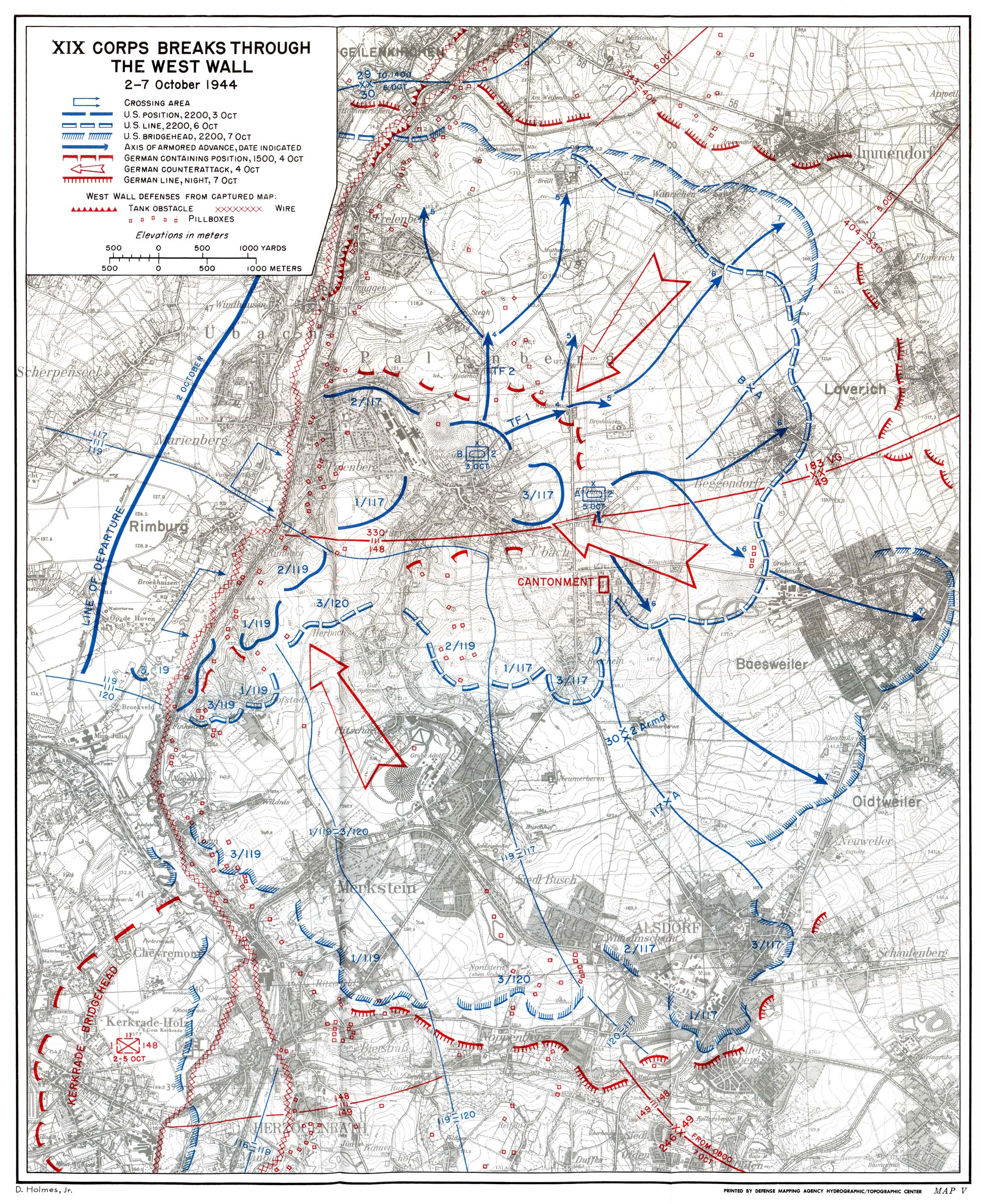
Карта битви за Аахен

Битва за Аахен (англ. Battle of Aachen, нім. Schlacht um Aachen) — битва американських військ з військами Вермахту в районі Аахена, Німеччина, що тривала протягом майже 3-х тижнів у період з 2 по 21 жовтня 1944 року. Місто Аахен входило до єдиної системи фортифікаційних споруд, так званої лінії Зігфрида, на західному кордоні Німеччини, яке союзники сподівалися захопити з ходу й прорватися в промислово розвинений басейн Рура. Хоча більшість цивільного населення Аахена була евакуйована до початку битви, велика частина міста була зруйнована, і обидві сторони зазнали великих втрат. Це була одна з найзапекліших битв армії США в Другій світовій війні, і перше місто на німецькій землі, що захопили союзники. Битва закінчилася капітуляцією військ Вермахту, але затята оборона міста німецькими військами значно завадила планам союзників щодо просування в Німеччині.